# 黨中疇
党中疇（1583年—1616年），字易甫，號誠寰，陝西漢中府城固縣人，明朝官員。

## 生平
丙午陕西鄉試第十八名舉人，萬曆三十八年庚戌科會試二百十三名，第三甲第一百四十三名進士。兵部觀政，授直隸交河縣知縣，萬曆四十四年（1616年）留部，卒。

## 家族
曾祖党明；祖党廷善，增生、贈文林郎文安知縣；父党傑，巡按南直御史，陞東昌府知府；母王氏（封孺人）。慈侍下。兄中魯（庠生），弟中衡（增生）。子珦；珝；珫；瑢；璲；頊；璿；珽；璞；瑾。